# 鈴木清太郎
鈴木 清太郎（すずき せいたろう、1886年（明治19年）3月10日 - 1977年（昭和52年）3月3日）は、日本の物理学者。農業気象の研究者。

## 略歴
1886年（明治19年）3月10日、香川県生まれ。東京帝国大学を卒業し、欧米に留学。1925年（大正14年）に九州帝国大学の教授となる。1942年（昭和17年）から1957年（昭和32年）まで日本農業気象学会会長を務めた。
1961年（昭和36年）、日本気象学会岡田賞を受賞。
1962年（昭和37年）、日本農業気象学会 永年功労会員（フェロー）。
1977年（昭和52年）3月3日、死去。90歳没。

## 著書
- 『農業物理学』（養賢堂、1942年2月）
- 『農業気象学』（養賢堂、1951年）